# Phaius philippinensis
Phaius philippinensis är en orkidéart som beskrevs av Nicholas Edward Brown. Phaius philippinensis ingår i släktet Phaius och familjen orkidéer.
Artens utbredningsområde är Filippinerna. Inga underarter finns listade i Catalogue of Life.